# İstanbul Cup 2021
İstanbul Cup 2021 (còn được biết đến với TEB BNP Paribas Tennis Championship İstanbul vì lý do tài trợ) là một giải quần vợt thi đấu trên mặt sân đất nện ngoài trời. Đây là lần thứ 14 giải İstanbul Cup được tổ chức, và là một phần của WTA International trong WTA Tour 2021. Giải đấu diễn ra tại Istanbul, Thổ Nhĩ kỳ, từ ngày 19 đến ngày 25 tháng 4 năm 2021.

## Điểm và tiền thưởng

### Phân phối điểm
| Sự kiện | VĐ  | CK  | BK  | TK | Vòng 1/16 | Vòng 1/32 | Q  | Q2 | Q1 |
| Đơn nữ  | 280 | 180 | 110 | 60 | 30        | 1         | 18 | 12 | 1  |
| Đôi nữ  | 280 | 180 | 110 | 60 | 1         | —         | —  | —  | —  |

### Tiền thưởng
| Sự kiện | VĐ      | CK      | BK      | TK     | Vòng 1/16 | Vòng 1/32 | Q2     | Q1     |
| Đơn nữ  | $29,200 | $16,398 | $10,100 | $5,800 | $3,675    | $2,675    | $1,950 | $1,270 |
| Đôi nữ  | $10,300 | $6,000  | $3,800  | $2,300 | $1,750    | —         | —      | —      |

## Nội dung đơn

### Hạt giống
| Quốc gia | Tay vợt                  | Xếp hạng1 | Hạt giống |
| -------- | ------------------------ | --------- | --------- |
| BEL      | Elise Mertens            | 17        | 1         |
| CRO      | Petra Martić             | 21        | 2         |
| RUS      | Veronika Kudermetova     | 29        | 3         |
| RUS      | Daria Kasatkina          | 37        | 4         |
| CZE      | Barbora Krejčíková       | 38        | 5         |
| RUS      | Anastasia Pavlyuchenkova | 40        | 6         |
| CHN      | Zheng Saisai             | 49        | 7         |
| CHN      | Wang Qiang               | 50        | 8         |

- Bảng xếp hạng vào ngày 12 tháng 4 năm 2021.

### Vận động viên khác
Đặc cách:
- Çağla Büyükakçay
- Ana Konjuh
- Elise Mertens
- Vera Zvonareva

Vượt qua vòng loại:
- Lara Arruabarrena
- Cristina Bucșa
- Anastasia Gasanova
- Tereza Mrdeža
- Nuria Párrizas Díaz
- Kamilla Rakhimova

Thua cuộc may mắn:
- Barbara Haas

### Rút lui
Trước giải đấu
- Alizé Cornet → thay thế bởi  Zarina Diyas
- Svetlana Kuznetsova → thay thế bởi  Kateřina Siniaková
- Magda Linette → thay thế bởi  Nao Hibino
- Yulia Putintseva → thay thế bởi  Sara Errani
- Anastasija Sevastova → thay thế bởi  Marta Kostyuk
- Sara Sorribes Tormo → thay thế bởi  Anastasia Potapova
- Jil Teichmann → thay thế bởi  Viktorija Golubic
- Patricia Maria Țig → thay thế bởi  Ana Bogdan
- Zheng Saisai → thay thế bởi  Barbara Haas

### Bỏ cuộc
- Fiona Ferro

## Nội dung đôi

### Hạt giống
| Quốc gia | Tay vợt                  | Quốc gia | Tay vợt            | Xếp hạng1 | Hạt giống |
| -------- | ------------------------ | -------- | ------------------ | --------- | --------- |
| RUS      | Veronika Kudermetova     | BEL      | Elise Mertens      | 31        | 1         |
| JPN      | Nao Hibino               | JPN      | Makoto Ninomiya    | 144       | 2         |
| ESP      | Lara Arruabarrena        | CZE      | Renata Voráčová    | 158       | 3         |
| RUS      | Anastasia Pavlyuchenkova | RUS      | Anastasia Potapova | 194       | 4         |

- 1 Bảng xếp hạng vào ngày 12 tháng 4 năm 2021.

### Vận động viên khác
Đặc cách:
- Çağla Büyükakçay /  Pemra Özgen
- Elena Vesnina /  Vera Zvonareva

Bảo toàn thứ hạng:
- Viktorija Golubic /  Alexandra Panova
- Beatrice Gumulya /  Jessy Rompies

### Rút lui
Trước giải đấu
- Arantxa Rus /  Tamara Zidanšek → thay thế bởi  Beatrice Gumulya /  Jessy Rompies

## Nhà vô địch

### Đơn
- Sorana Cîrstea đánh bại  Elise Mertens, 6–1, 7–6(7-3)

### Đôi
- Veronika Kudermetova /  Elise Mertens đánh bại  Nao Hibino /  Makoto Ninomiya, 6–1, 6–1.